# 抱きしめたい -真実の物語-
『抱きしめたい -真実の物語-』（だきしめたい しんじつのものがたり）は2014年2月1日に東宝系にて公開された日本映画。北海道網走市を舞台に、交通事故により左半身の麻痺と記憶障害の後遺症を抱えて車椅子での生活を送る女性と平凡なタクシードライバーとの、実話に基づく純愛物語。キャッチコピーは「この幸せは、永遠だと思っていた―」。
北海道放送（HBC）の制作でTBS系の報道番組『報道の魂』にて2011年7月3日に放送されたドキュメンタリー「記憶障害の花嫁 最期のほほえみ」を原案として、2人が出会ってからの1年間の恋愛に特に焦点を当てて、『余命1ヶ月の花嫁』に続く障害者と健常者のラブストーリー企画として制作された。

## ストーリー
活発でスポーツが得意な女性・つかさは、高校時代に遭遇した交通事故がもとで左半身が不自由となり車椅子での生活を送っていた。また、事故の後遺症による記憶障害で、覚えたことをすぐに忘れてしまう。それでも前向きに生きるつかさはある日、ごく平凡で笑顔が魅力的なタクシードライバー・雅己と出会って、恋に落ちる。互いに惹かれ合う2人はさまざまな困難を乗り越えてやがて結婚を決意、つかさのお腹には小さな命が宿る。しかし、この幸せが永遠に続けばいいのにと願う2人を待ち受けるのは、過酷な運命だった。

## キャスト
※本作は一部の役名に実在人物の名前があてられている。
山本 つかさ
演 - 北川景子
本作の主人公。高校生の時に遭った交通事故で左半身麻痺と記憶障害の後遺症を持ち、車椅子で生活する女性。ボッチャの競技者。
小柳 雅己（まーさん）
演 - 錦戸亮
本作の主人公。網走市内を走るタクシードライバー。学生時代からバスケットボールを続けている。
屯田
演 - 上地雄輔
雅己の同僚。
夏海
演 - 平山あや
事故の前からつかさの親友で児童養護施設の職員。
雅己の姉
演 - 佐藤江梨子
謎の男性
演 - 寺門ジモン
つかさの知人らしいが、つかさ本人は思い出せないと言う。
雅己の母
演 - 角替和枝
雅己の恋人
演 - 佐藤めぐみ
結婚も視野に入れていたが、つかさと知り合った雅己に別れを切り出される。
淳平
演 - 窪田正孝
遊園地の従業員。足に障害があり、つかさと同じ施設でリハビリをしていた。
トシオ
演 - DAIGO（脳性マヒブラザーズ）
雅己の元カノの今カレ。
つかさのチームメイト
演 - 周佐則雄（脳性マヒブラザーズ）
小柳 和実（なごみ）
演 - 片桐隼哉
つかさと雅己の子
静香
演 - 大野百花
つかさがボランティアをしている児童養護施設で暮らす少女。
園村
演 - 斎藤工
和実の幼稚園での友達であるケンタの父。妻は病死している。
小柳 武雄
演 - 國村隼
雅己の父
つかさの母
演 - 風吹ジュン
バーのマスター
演 - 斉藤一平

## スタッフ
- 監督 - 塩田明彦
- 企画プロデュース - 平野隆
- 脚本 - 斉藤ひろし・塩田明彦
- 音楽 - 村松崇継
- 主題歌 - 安室奈美恵「TSUKI」（Dimension Point）
- エグゼクティブプロデューサー - 田代秀樹
- プロデューサー - 下田淳行、田中敦、辻本珠子
- 撮影 - 喜久村徳章
- 照明 - 永田英則
- 美術 - 清水剛
- 録音 - 井家眞紀夫
- ビデオエンジニア（VE） - 鏡原圭吾
- 編集 - 佐藤崇
- スクリプター - 柳沼由加里
- 助監督 - 李相國
- 製作担当 - 石井仁朗
- アソシエイト・プロデューサー - 山田昌伸
- ライン・プロデューサー - 及川義幸
- 企画協力 - HBC北海道放送「記憶障害の花嫁 最期のほほえみ」
- スペシャルサンクス - 小柳雅己、小柳和実、小柳昭雄、小柳久子
- 制作プロダクション - ツインズジャパン
- 配給 - 東宝
- 製作 - 「抱きしめたい」製作委員会（TBSテレビ、東宝、ジェイ・ストーム、電通、毎日放送、中部日本放送[注 1]、ハピネット、ツインズジャパン、北海道放送、RKB毎日放送、小学館、WOWOW、朝日新聞社、GYAO、日本出版販売）

## 製作
撮影は網走市を中心に北見市や女満別空港、サロマ湖などにて氷点下20度近くの極寒の中でロケが行われ、エキストラ募集には千人を超える応募が集まった。

### ドキュメンタリー番組
2011年7月3日に北海道放送制作としてTBS系『報道の魂』（現「ドキュメンタリー　解放区」）で放送された『記憶障害の花嫁 最期のほほえみ』を元に本作が作られている。6年間の取材によって作られたこの番組は2011年「第36回JNNネットワーク協議会賞」を受賞した。
映画『抱きしめたい』でもこのドキュメンタリー取材で撮影された映像が使われている。漫画『抱きしめたい』（フラワーコミックスα）はこのドキュメンタリーを中心に描かれている。

## 封切り
全国311スクリーンで公開され、2014年2月3日付全国映画動員ランキング（興行通信社調べ）では、初登場2位となった。公開初週の土日2日間の成績は動員24万6,094人、興収2億7,610万2,650円で、8対92の割合で女性が鑑賞しており、年齢別の割合では16 - 19歳が26.3パーセント、20代が20パーセント、13 - 15歳が18.8パーセント、40代が12.9パーセント、30代が10.6パーセントとなっている。
ぴあ映画初日満足度ランキングで1位を記録した。
公開6週目の時点で11位、累計動員117万7,968人、累計興収は13億9,450万4,850円を記録した。

## 関連商品

### 書籍
- 北海道放送報道部取材班『記憶障害の花嫁』（小学館、ISBN 9784093883252）
- 漫画『抱きしめたい』全2巻 著／小純月子 取材協力／小柳雅己・HBC北海道放送 出版企画／TBSテレビ事業局映画事業部（フラワーコミックスα 小学館、ISBN 9784091357960）

### CD
- 映画「抱きしめたい-真実の物語-」オリジナル・サウンドトラック（村松崇継、2014年1月29日発売、発売元：Anchor Records）